# Lincoln (bilmärke)
För andra betydelser, se Lincoln.

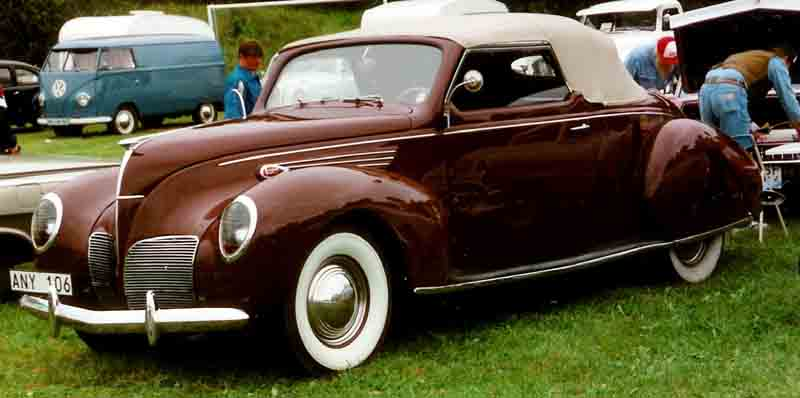
Lincoln-Zephyr V12 Convertible Coupé 1938

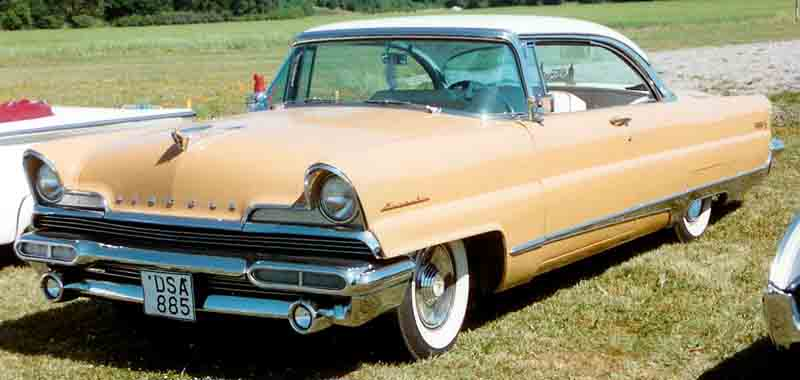
Lincoln Premiere 1956

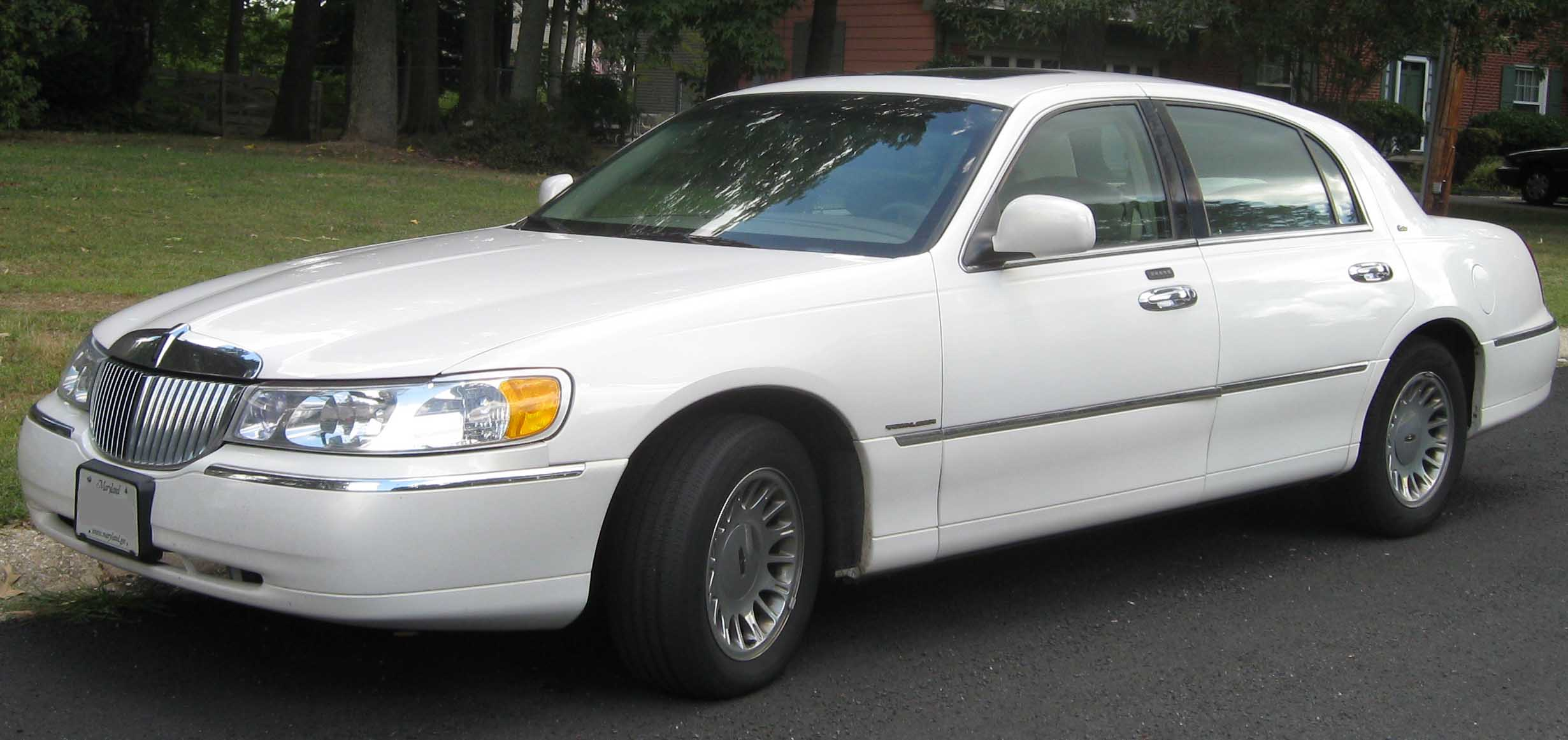
Lincoln Town Car 1998-2002

The Lincoln Motor Company (eller endast Lincoln) är ett amerikanskt bilmärke, uppkallat efter en av USA:s tidigare presidenter, Abraham Lincoln.
Den första Lincoln utvecklades av Henry M. Leland och presenterades 1920. Leland hade några år tidigare lämnat sin styrelsepost i Cadillac efter meningsskiljaktigheter om dess roll i första världskrigets krigsindustri, och grundade Lincoln Motor Company för att tillverka Liberty-flygmotorer. När kriget var över ställdes produktionen om till lyxbiltillverkning under namnet Lincoln.
Märket ingår sedan 1922 i Ford Motor Company. Lincoln är koncernens prestigemärke. Åren 1932–1948 hade bilarna tolvcylindriga motorer. President John F. Kennedy sköts till döds i en Lincoln Continental.

## Modeller
- Lincoln Model K (1931-1939)
- Lincoln Continental (1948-2002)
- Lincoln Town Car (1981-)
- Lincoln Zephyr (1936 - 1942), (2006-)
- Lincoln LS (2000-2006)
- Lincoln Navigator (1998-)
- Lincoln Aviator (2003-2005)
- Lincoln Versailles (1977-1979)
- Lincoln Mark LT (2005-)
- Lincoln Blackwood (2002)
- Lincoln MKZ
- Lincoln MKS
- Lincoln MKT
- Lincoln MKX